# ハリセンボン (お笑いコンビ)
ハリセンボンは、GATE所属のお笑いコンビ。2003年結成。略称は「ハリセン」。M-1グランプリ2007・2009ファイナリスト。

## メンバー
近藤 春菜（こんどう はるな、1983年2月23日 - ）（42歳）
ツッコミ（たまにボケ）担当、立ち位置は向かって左。

箕輪 はるか（みのわ はるか、1980年1月1日 - ）（45歳）
ボケ（たまにツッコミ）担当、立ち位置は向かって右。

## 来歴
- NSC東京校9期出身。NSCで出会った2人は気が合い[5]、2003年5月にコンビを結成。2004年にデビューを果たす[6]。実年齢と、かけ離れた中年顔が特徴[7]。ネタの中でもお互いの容姿を箕輪には「死神」「死神じゃねえよ!」、近藤には「角野卓造」「角野卓造じゃねえよ!」と貶し合う掛け合いが有名。コンビ名の由来は「ハリセンボンは顔はかわいいが、怒ると強い」という考えからつけた[8]とされていたが、実はこれは後付けの理由で本当はコンビ名に「ン」が入るとダウンタウンやウッチャンナンチャンのように売れるという話を聞き、箕輪と2人で考えた中で「ハリセンボン」が覚えやすくて良いと採用された経緯を明かしている[9]。当初は近藤がボケ志望で箕輪がツッコミ志望だったが、実際に仕事をしていく中で逆のポジションが確立していった[5]。
- 吉本興業所属の若手芸人ユニット「劇団ガッツ」を犬の心が結成、この劇団のメンバーに選ばれた。メンバーはハリセンボンの2人の他にミルククラウン・グランジ・もう中学生。
- 2005年、TBSの芸人オーディション番組『ゲンセキ』にて1年後輩のオリエンタルラジオらと共に、コント番組『10カラット』のメンバーに選抜される。その後様々なテレビ番組へ出演。週刊誌『FLASH』では「久々に現れた大型女性コンビ」と評される[10]。
- 2007年3月7日にシングル『ともだちのうた』を発売、R and CからCDデビュー[11]。「吉本のPUFFY」と言われたこともある[12]。オリコン最高195位で、売上はわずか400枚であった[11]。
- 『M-1グランプリ』では2004年大会から2010年大会まで出場し、そのうち2007年大会・2009年大会で決勝戦に進出した。
  - 2007年大会では7番目に登場。暫定3位に入ったが、最終的に敗者復活戦から勝ち上がり優勝したサンドウィッチマンに抜かされる形で敗退。[13]
  - 2009年大会では4番目に登場してネタを披露したが、最下位に終わった[14]。
- 2009年、箕輪が肺結核で長期入院した。
- 2012年、テレビ番組の上半期番組出演数で近藤が318番組で第1位、箕輪も第5位を獲得。圏外だった2011年から一気にランクアップし、2人は女性タレントで唯一TOP20入りを果たす[15]。
- 2022年1月28日、公式YouTubeチャンネルを開設[16]。
- 2022年6月25日放送『まっちゃんねる』（フジテレビ）内で開催された「IPPON女子グランプリ」にて、箕輪が初の総合優勝を果たす[17][18]。
- 2023年12月27日、吉本興業東京本社との所属契約を12月31日に終了し、2024年1月1日よりGATEに移籍することが発表された[2][3]。

## 賞レース成績・受賞歴など

### M-1グランプリ
結成年が一貫して「2004年」とされていた。また、大会復活後も出場資格が数年間あったが、最終的に出場する事は無かった。
| 年     | 結果       | エントリーNo. | 決勝戦キャッチコピー        |
| ------ | ---------- | ------------- | --------------------------- |
| 2004年 | 準決勝敗退 | 1075          |                             |
| 2005年 | 3回戦敗退  | 3360          |                             |
| 2006年 | 3回戦敗退  | 1924          |                             |
| 2007年 | 決勝4位    | 3567          | （デブ+ヤセ）×ブサイク=爆笑 |
| 2008年 | 準決勝敗退 | 4471          |                             |
| 2009年 | 決勝9位    | 4609          | 恋する漫才師                |
| 2010年 | 3回戦敗退  | 4819          |                             |

## 出演

### バラエティ
- Matthew's Best Hit UV（テレビ朝日）
- oh♪dolly25（2006年10月6日 - 2007年3月23日、テレビ朝日）（隔週）
- 娘DOKYU!（テレビ東京）
- ゲンセキ（TBSテレビ）
- 10カラット（TBSテレビ）
- スイッチ!（TBSテレビ）
- ドッカ〜ン!（TBSテレビ）
- 悲宝館（テレビ朝日・大分朝日放送）準レギュラー
- YOUたち!（2006年、日本テレビ）[21]
- Goro's Bar（TBSテレビ）レギュラー
- てれ土本番で〜す!（テレビ東京）
- ザ・ベストハウス123（フジテレビ）不定期出演
- オビラジR（TBSテレビ）水曜日
- ハリセンボンのミーハー魂! 応援バラエティ ランキング・セレナーデ!（2008年4月 - 2009年3月29日[22]、MUSIC ON! TV）メインMC
- 業界技術狩人 ギョーテック（2007年10月5日 - 2009年9月18日、テレビ朝日/大分朝日放送）準レギュラー
- ○○の国の王子様（2008年7月 ｰ 9月、NHK教育）レギュラー（顔だけ被り物なので顔出しは一切無い）
- エンタの神様（2007年1月20日 - 不定期出演、日本テレビ）キャッチコピー「ガリ&デブんな珍海魚」
- 天才てれびくんMAX（2007年4月 - 2010年3月、NHK教育）ウキウキ木曜MC
- 天才!志村どうぶつ園（日本テレビ）（2004年4月15日-2020年9月）
- ハリセンボン&まちゃまちゃのセレブの休日inローマ（2007年7月29日、RKB・TBSテレビ）
- 爆笑そっくりものまね紅白歌合戦スペシャル（2007年9月25日 - 2011年12月31日、フジテレビ）
- ハリセンボンTV〜高知弾丸ツアーズ〜（2008年3月30日、高知放送）土佐かつおが案内役を務める。
- 志村屋です。（2008年4月 - 2010年4月、フジテレビ）
- チュー'sDAYコミックス 侍チュート!（2009年4月 - 2010年3月、MBSテレビ、TBS系列）
- Goroプレゼンツ マイ・フェア・レディ（2009年4月 - 2010年3月、TBSテレビ）
- なるほどプレゼンター!花咲かタイムズ（2009年4月 - 2021年3月、CBCテレビ）- 近藤春菜は2017年3月18日までの出演[23]。その後は箕輪はるかのみ2021年3月27日まで出演。
- G.I.ゴロー（2010年4月 - 2010年9月、TBSテレビ）
- 志村軒（2010年4月 - 2012年3月、フジテレビ）
- メレンゲの気持ち（2010年7月 - 2021年3月27日終了、日本テレビ）ビューティフルライフ案内人
- ギブアップ嬢（2010年10月12日 - 2011年3月29日、日本テレビ）
- 不可思議探偵団（2011年4月11日 - 2011年9月12日、日本テレビ）
- Oh!どや顔サミット（ABCテレビ）- 不定期出演
- 幸せ!ボンビーガール（日本テレビ）
- おはスタ 第1部（2012年4月 - 2015年4月、テレビ東京）
- 趣味Do楽「人気番組で旅する」（2012年4月3日 - 2012年5月29日、NHK教育）生徒
- ピロロン学園（2012年4月11日 - 9月19日、日本テレビ）[24]
- 志村劇場（2012年4月11日 - 2013年3月27日、フジテレビ）
- ニンゲン観察バラエティ モニタリング（2013年4月 - 、TBSテレビ）[25]
- ヒルナンデス!（2014年4月 - 2019年3月、日本テレビ）水曜レギュラー[26]
- ラジオな2人（2015年3月 - 2016年9月、Dlife）渡辺直美とともに木曜レギュラー[27]
- タカアンドトシのどぉーだ!（2007年4月7日 - 2009年3月28日、北海道文化放送）準レギュラー
- どぉーだ!Presents タカトシ牧場（2009年4月26日 - 2017年3月25日、北海道文化放送）準レギュラー
- ちょっとザワつくイメージ調査 もしかしてズレてる?（2017年1月23日 - 12月25日、関西テレビ）[28]
- にちようチャップリン（2017年4月 - 2018年9月、テレビ東京）[29]
- ハリセンボンvs.関西素人2200万人 〜このウソ見抜けまっか?〜（2019年5月12日、MBSテレビ）[30]
- 100%!アピールちゃん（2021年10月 - 2022年8月、MBSテレビ）[31]
- TOKIOカケル（2021年4月 - 2023年9月、フジテレビ）エンジェルちゃんとして不定期出演。
- 月曜の蛙、大海を知る。（2022年10月24日 - 2023年3月、MBSテレビ）準レギュラー[32]
- じもちゃんねる（テレビ西日本）

### ラジオ
- KenshoTVpresentsプレスタ（InterFM、毎週月曜）[33]
- ゴチャ・まぜっ!月曜日（2008年4月7日 - 2009年3月30日、MBSラジオ）
  - ゴチャ・まぜっ!（2009年4月11日 - 10月31日、MBSラジオ）
- ハリセンボンのオールナイトニッポン（2012年8月31日、ニッポン放送）[34]
- NMB48山本彩の、レギュラーとれてもうた!（2014年10月2日 - 2016年3月26日、文化放送）[35]
- ハリセンボンの「かっぽじ気分」（2024年10月 - 、JFN）[36]

### テレビドラマ
- ライオン丸G（2006年10月1日 - 12月24日、テレビ東京）ハルナとハルカ役
- まるまるちびまる子ちゃん 第18回（フジテレビ系）
  - まるまるちびまる子ちゃん 一夜限りの同窓会スペシャル（2007年7月20日、フジテレビ系）
- ドラマスペシャル「24時間あたためますか?〜疾風怒涛コンビニ伝〜」（2008年3月15日、日本テレビ系）
- 仮面ライダーオーズ/OOO（2011年4月3日、テレビ朝日系） - ショッカー一味[注 1]

### WEB
- よしもとオンライン “ハリセンボンの占いっこクラブHP”（よしもと劇場）毎週木曜日 23:30 - 翌1:00

### CM
- アサヒフードアンドヘルスケア「クリーム玄米ブラン」（2009年3月 - ） - マリエとマリセンボンとして共演[38]
- 明光義塾 ナレーション
- ほっともっと「花・幕の内弁当」桂三枝（現・六代目桂文枝）と共演。
- 九州旅客鉄道（JR九州）九州新幹線「笑う。熊本・鹿児島」（2012年3月 - ） - 森三中と共演
- レオパレス21「お部屋カスタマイズ」（2012年5月 - ） - 堀北真希と共演[39]
- 養命酒製造「食べる前のうるる酢」（2013年6月 - ）[40]
- ラウンドワン「Round1」（2014年3月 - ）
- マニュライフ生命保険「マニュライフ生命」（2014年12月 - ）[41]
- ベイマックスMovieNEX（2015年4月 - ）[42]
- レインズインターナショナル「牛角」（2016年）[43]
- 大東建託「いい部屋ネット」（2017年7月 - ） - 桜井日奈子と共演[44]
- ミクシィ「モンスターストライク」（2019年5月 - ）[45]
- ソフトバンク「LINEMO」「ラインモだモン・ずーっとだよ」篇・「LINE MUSICキャンペーン」篇（2021年11月20日 - ）[46]
- 日清食品「トリプルバリア」（2023年3月 - ）[47]

### 雑誌
- steady.「オンナはキレイでナンボ」（2006年 - [要出典]）

### 舞台
- 喜劇「ハムレット」&悲劇?「ローゼンクランツとギルデンスターンは死んだ」（2011年5月、渋谷区文化総合センター大和田さくらホール・シアター1010）
- 水谷千重子50周年記念公演・芝居パート「とんち尼将軍 一休ねえさん」（2019年2月22日 - 3月4日、明治座）[48]

### MV
- ザ・ウィークエンド「キャント・フィール・マイ・フェイス」（2016年） - 日本版MV [49]

## リリース作品

### CD
- ともだちのうた（2007年3月7日発売） - 映画『ちびケロ ケロボールの秘密!?』主題歌[11]
- MTK the 12th（2008年）
- ギャグムシ最強伝説おバカMAXバージョン（2012年7月11日、配信限定発売） - サワヤカブトwithバカムシトリオ（しずる＆ハリセンボン）として[50]

### DVD
- ダイナマイト関西2006 〜オープントーナメント大会〜（2006年12月6日、R and C）
- ビバリーヒルズ晴天白書

## ライブ
- ハリセンボン単独ライブ「ハリセンボンのクリスマスプレゼント」（2005年12月15日）
- ハリセンボン単独ライブ「〜第2ボタン〜」（2006年3月25日）
- ハリセンボン単独ライブ「ロビン博士と黄金のスカル」（2010年8月28日 - 29日）
- ハリセンボン単独ライブ「女の武器は使わない〜だけど一緒にいてほしい〜」（2014年10月25日 - 26日）[51]
- ハリセンボン20周年ライブ「にぃまる」（2024年12月27日、草月ホール）
- ルミネtheよしもと（舞台）
- ETV50 キャラクター大集合 とどけ!みんなの元気パワー 〜輝け!こども番組元気だ!大賞〜（2009年7月20日） - こんどん、みのぽーとしてVTR出演